# Сайвите
Сайвите, Sayhuite — археологический объект в 47 км к востоку от города Абанкай в провинции Абанкай, департамент Апуримак, Перу. Памятник относится к культуре инков и считается центром религиозного культа воды.
Примечателен наличием на вершине холма Concacha андезитового монолита, на котором вырезано более 200 геометрических и зооморфных фигур. Последние представлены рептилиями, лягушками и кошачьими. Вопреки популярному мнению, это не модель города. Из архитектурных деталей в камне выбиты только различные площадки, ниши, ступени и водотоки, что вполне соответствует культу воды. 

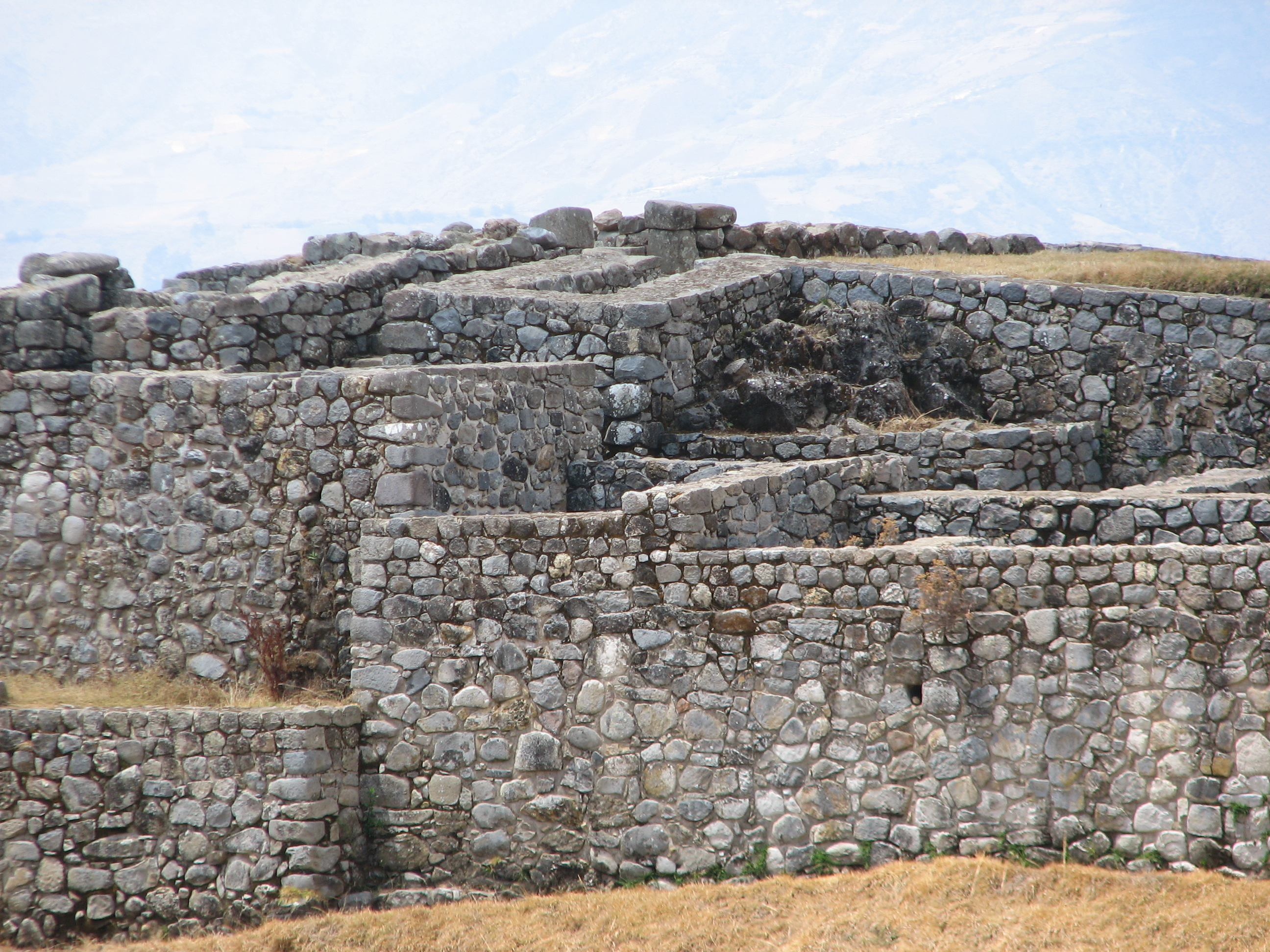
Руины в Сайвите